# El virus de la carretera viaja hacia el norte
"El virus de la carretera viaja hacia el norte" es un relato corto escrito por el estadounidense Stephen King e incluida en la recopilación Todo es eventual: 14 relatos oscuros. 
Stephen King basa este cuento en un cuadro que tiene en su casa, que no es del agrado de su familia. King afirma ser un fanático de historias de "cuadros que se mueven", la cual está inspirada el relato.
Esta historia inicialmente aparece en la antología 999, publicada en 1999 e incluida en una edición del juego Stephen King's F13.

## Argumento
La historia sigue a un exitoso escritor de terror llamado Richard Kinnell mientras conduce de Boston a su casa en Derry, Maine. En el camino, se cruza con una venta de garaje, donde se da cuenta y es cautivado por un cuadro extraño de un hombre de aspecto siniestro, con dientes afilados quien conduce su coche hacia algún lugar. La pintura, que aparentemente se titula "El virus de la carretera viaja hacia el norte", fue pintado por un genio que había quemado todas sus otras pinturas antes de suicidarse, dejando una nota críptica de que no podía soportar lo que le estaba pasando. Kinnell, un coleccionista de tales rarezas, no duda en comprar la pintura a la mujer que lo está vendiendo.
Como Kinnell viaja hacia el norte, se detiene en la casa de su tía para mostrarle la pintura y se da cuenta de que algunos de los detalles en la pintura han cambiado. Al principio lo descarta suponiendo que no la había examinado de cerca, pero pronto se da cuenta de que la pintura continúa cambiando. Profundamente perturbado por esto, se deshace del cuadro lanzándolo en un área de descanso de la autopista.
Cuando llega a su casa, descubre con horror que la pintura de alguna manera lo siguió, y está colgada en la pared. Ha cambiado de nuevo, esta vez representando una sangrienta secuela en la venta de garaje donde la había comprado. Se oye en las noticias que la mujer que organizaba dicha venta fue brutalmente asesinada. Se da cuenta de que el hombre en la pintura de alguna manera existe realmente y la siempre cambiante pintura lo muestra a él cada vez más cerca de su casa. Kinnell entonces enciende la chimenea, y lanza en ella la pintura. Confiado de que dicha acción va destruir de una vez por todas el cuadro, decide tomar una ducha, y tiene una pesadilla acerca de las diversas cosas que le han pasado ese día.
Cuando se despierta, se da cuenta de que el artista que creó el "virus de la carretera" quemó todos sus cuadros, incluyendo ese, lo que significa que la pintura sobrevivió a su intento de quemarla, y el hombre en la pintura ha llegado y está caminando por la casa. Kinnell trata de escapar, pero al final falla, y la pintura llega a él también, la aprobación final del libro describe a Kinnell viendo la última modificación de la pintura, con sangre fresca en el asiento del conductor del coche, y se da cuenta de que la pintura está mostrando lo que está a punto de sucederle.

## Similitudes con otros trabajos de King
- El argumento de esta historia que incluye a un "cuadro cambiante", es una idea que King también incluye en su novela El Retrato de Rose Madder.
- Una idea algo similar, la de una cámara instantánea, cuyas imágenes muestran una escena que se hace progresivamente más preocupante, fue la base de la novela corta "The Sun Dog" en la colección Four Past Midnight.

## Adaptaciones
- "The Road Virus Heads North" fue filmada en 2004 por Dave Brock como un proyecto "Dollar Baby" de Stephen King.

- Fue adaptada también a un episodio de una hora en el programa de miniseries de Turner Network Television, Nightmares and Dreamscapes en 2006. El episodio es protagonizado por Tom Berenger como Kinnell.

- Fue adaptada por el artista Glenn Chadbourne para el libro The Secretary of Dreams, una colección de cómics basados en relatos cortos de King y publicado por Cemetery Dance en diciembre de 2006.